# Бубяково (Московская область)
Бубяково — деревня в Сергиево-Посадском районе Московской области, в составе муниципального образования Городское поселение Сергиев Посад (до 29 ноября 2006 года входила в состав Мишутинского сельского округа)).

## Население
| 2002 | 2006 | 2010 |
| ---- | ---- | ---- |
| 28   | ↗33  | ↗34  |

## География
Бубяково расположено примерно в 8 км (по шоссе) на северо-запад от Сергиева Посада, у истока безымянного ручья, притока реки Веля, высота центра деревни над уровнем моря — 224 м.
На 2016 год в деревне зарегистрировано 14 садовых товариществ. Деревня связана автобусным сообщением с райцентром и соседними населёнными пунктами. У юго-западной окраины Бубяково находится одноимённая пассажирская платформа (ранее станция) Большого кольца МЖД.

## История
д. Бебяково или д. Бобяково в летописях упоминается как деревня, расположенная в четырёх верстах на северо-запад от посада. Дано в монастырь в 1429—1432 годах Радонежским боярином Василием Борисовичем Коптиным. Во второй половине XVI века и в конце XVII века — село; в 1752 году — село Бубяково с деревнями Воронцовым и Чурилковым; в 1776 году — деревня Благовещенского прихода; в настоящее время — деревня Деулинского прихода. В конце XIX — начале XX века село Деулино с деревнями Бубяково, Степково и Наугольное входило в состав Морозовской волости Дмитровского уезда, а в советское время было включено в Сергиевскую волость одноименного уезда. С 2006 года включена в состав городского поселения Сергиев Посад.